# Alkí Oróklini
Pour les articles homonymes, voir Alki.
Maillots
Le Alkí Oróklini (en grec moderne : Αλκή Ορόκλινη) est un club chypriote de football fondé en 1979 et basé dans la ville d'Oróklini.

## Palmarès
| Compétitions nationales |  |                                                                             |
| \| - Championnat de Chypre de deuxième division (1) : - Champion : 2016-2017. - Championnat de Chypre de troisième division : - Vice-champion : 2015-2016. \| \| - Championnat de Chypre de quatrième division (1) : - Champion : 2014-2015. \| |  |                                                                             |
| - Championnat de Chypre de deuxième division (1) : - Champion : 2016-2017. - Championnat de Chypre de troisième division : - Vice-champion : 2015-2016.                                                                                         |  | - Championnat de Chypre de quatrième division (1) : - Champion : 2014-2015. |

## Personnalités du club

### Présidents
- Andreas Loppas

### Entraîneurs
- Costas Sakkas
- Kostas Kaiafas